# Ana Iliuță
Ana Iliuță, född den 10 januari 1958, är en rumänsk roddare.
Hon tog OS-brons i åtta med styrman i samband med de olympiska roddtävlingarna 1980 i Moskva.